# Paul Devlin
Paul Devlin – amerykański zapaśnik w stylu klasycznym. Srebrny medalista mistrzostw panamerykańskich z 2001. Zajął także czwarte miejsce na akademickich mistrzostwach świata w 2002 roku.